# Sophie de Sivry
Sophie de Sivry est une éditrice française née Marie-Sophie Poinsinet de Sivry le 16 juin 1958 à Lille et morte le 31 mai 2023 à Paris.
Elle crée en 1997 les éditions de L’Iconoclaste.

## Biographie

### Jeunesse et études
Sophie de Sivry naît le 16 juin 1958 à Lille. Son père est Renaud Poinsinet de Sivry et sa mère Gisèle Prouvost. Elle est la benjamine de ses trois frères et sœur. Sa famille déménage très tôt à Paris. 
En seconde, sa professeure de lettres lui communique sa passion pour la littérature, en quoi elle « donne ensuite la priorité dans tous [ses] choix de vie. » Après le baccalauréat, elle s'inscrit en classes préparatoires littéraires au lycée Condorcet. Elle poursuit son parcours à L’École normale supérieure de Fontenay, sans pour autant se destiner à l'enseignement. Passionnée par la peinture, elle souhaite s'engager dans une carrière dans les beaux-arts. Elle échoue au concours de conservatrice de musée.

### Carrière d'éditrice
Sophie de Sivry entre dans le monde de l'édition en faisant un remplacement au service des beaux livres des éditions Flammarion. Elle travaille ensuite chez Robert Laffont où elle devient responsable du département beaux-livres. Elle pilote la Mémoire de l'encre à partir de 1991, une collection réalisée en partenariat avec la Bibliothèque nationale de France.
Elle rencontre Laurent Beccaria, également dans l'édition. Le couple aura quatre fille : Constance, Tesa, Ondine et Alba.
Sophie de Sivry fonde en 1997 la maison d’édition de L’Iconoclaste. Elle souhaite publier peu de titres mais très aboutis, que ce soit au niveau du texte que de l'objet. Selon elle, « Être Iconoclaste aujourd'hui, c'est choisir la beauté, le sens, une certaine qualité d'être, face au chaos du monde. C'est s'offrir le luxe de la perfection et de la maturation. C'est décider d'éditer peu mais bien, en portant la qualité de chaque livre à son maximum, en ne laissant rien au hasard : texte, maquette et lancement. ». Elle confie l'identité graphique à Quintin Leeds.
En 2006, elle créé une ligne de littérature de l'intime avec C'était mon frère de Judith Perrignon ou L'intranquille de l'artiste Gérard Garouste.
Elle meurt à Paris le 31 mai 2023 des suites d'un cancer,.

## Publications
- L'art et la folie, Éd. du Sextant Bleu, coll. « Collection Les empêcheurs de penser en rond », 1998 (ISBN 978-2-84324-040-9)
- Sophie de Sivry, Laurent Beccaria et Bertrand G. Cramer, L'art de l'enfance, Iconoclaste, 1999 (ISBN 978-2-913366-00-8)
- L'art du sommeil: petite histoire sociale, symbolique, médicale, poétique et amoureuse du sommeil, Éd. du Sextant Bleu, coll. « Collection Les empêcheurs de penser en rond », 1995 (ISBN 978-2-908602-77-7)
- Sophie de Sivry et Laurent Beccaria, L'art et l'écriture, Ed. L'Iconoclaste, 1998 (ISBN 978-2-912485-01-4)
- Mémoires du monde: cinq siècles d'histoires inédites et secrètes au Quai d'Orsay, Sivry-Iconoclaste, 2001 (ISBN 978-2-913366-01-5)
- Pierre Fournié et Sophie de Sivry, Aventuriers du monde, Gallimard, coll. « Collection Folio », 2005 (ISBN 978-2-07-031851-3)